# Большой Кукас
Большой Кукас — озеро на территории Янегского сельского поселения Лодейнопольского района Ленинградской области.

## Общие сведения
Площадь озера — 0,7 км². Располагается на высоте 16,2 метров над уровнем моря.
Форма озера лопастная, продолговатая: вытянуто с северо-запада на юго-восток. Берега каменисто-песчаные, местами заболоченные.
Из озера вытекает ручей Кукас, втекающий в реку Инему, втекающую в реку Мегрега (приток Олонки).
С южной и юго-восточной стороны озеро протоками соединяется с озёрами Рощинское и Долгое.
Населённые пункты возле озера отсутствуют. Ближайший — посёлок при станции Инема — расположен в 2,5 км к северо-востоку от озера.
Код объекта в государственном водном реестре — 01040300211102000014923.